# Aenictus bakeri
Aenictus bakeri é uma espécie de formiga do gênero Aenictus.